# Sarah Goldberg
Sarah Goldberg (Vancouver; 31 de mayo de 1985) es una actriz canadiense. Interpreta a Sally Reed en la serie de HBO Barry (2018-2023), trabajo por el cual fue nominada a un premio Primetime Emmy. Goldberg, además, originó el papel de Betsey/Lindsey en la obra Clybourne Park, del Royal Court Theatre. Por esta interpretación fue nominada a un premio Laurence Olivier en 2011.

## Primeros años
Sarah Goldberg nació el 31 de mayo de 1985 en Vancouver, Columbia Británica (Canadá), en una familia judía. Atraída por el teatro, participó en producciones durante la escuela secundaria. Intentó entrar en la Escuela Juilliard, pero no fue aceptada. Después de regresar de un viaje como mochilera por Europa, fue aceptada en la London Academy of Music and Dramatic Art (LAMDA) y se mudó al Reino Unido en 2004.

## Carrera
Después de graduarse en 2007, Goldberg inmediatamente consiguió su primer rol profesional en una producción de Frankie y la boda en el teatro Young Vic. Además continuó trabajando como mesera y niñera, mientras ocasionalmente realizaba papeles de voz, captura de movimiento para videojuegos e instructivos para videos. Fue elegida para aparecer en la obra Apologia en el Bush Theatre in 2009, lo que la ayudó a establecerse en el teatro londinense. Goldberg también trabajó en las obras Miss Lilly Gets Boned, en el teatro Finborough, y Six Degrees of Separation, en el teatro Old Vic.
En 2011, Goldberg fue seleccionada para un papel de reparto en la obra Clybourne Park, en el Royal Court Theatre. Por su actuación, fue nominada a un Premio Laurence Olivier. Goldberg interpretó a Alison Porter en la reversión de Off-Broadway realizada por Sam Gold de la obra Look Back in Anger, estrenada en 2012, y en donde actuó junto a Adam Driver y Matthew Rhys, y luego apareció en The Great God Pan, de Amy Herzog, en el teatro Playwrights Horizons.
Goldberg tuvo apariciones menores en las películas A Bunch of Amateurs (2008), Gambit (2012) y en The Dark Knight Rises (2012). Además, protagonizó la breve serie de comedia dramática Hindsight (2015).
En febrero de 2016, se anunció que Goldberg había sido elegida para el papel de Sally Reed, una aspirante a actriz, en la serie de humor negro Barry, creada y protagonizada por Bill Hader para HBO. Por su trabajo en la serie, fue nominada al Primetime Emmy a la mejor actriz de reparto en una serie de comedia.

## Filmografía

### Cine
| Año  | Título                         | Papel               | Notas        |
| ---- | ------------------------------ | ------------------- | ------------ |
| 2008 | A Bunch of Amateurs            | Chica en el cine #2 |              |
| 2012 | The Dark Knight Rises          | Analista #1         |              |
| 2012 | Gambit                         | Ejecutiva Wilson    |              |
| 2014 | Drifters                       | Clara Norris        | Cortometraje |
| 2016 | Lucia, Before and After        | Lucia Dziedek       | Cortometraje |
| 2017 | Crown Heights                  | Shirley Robedee     |              |
| 2017 | Izzy Gets the F*ck Across Town | Whitney             |              |
| 2017 | Bikini Moon                    | Kate                |              |
| 2018 | Games for Girls                | Ess                 | Cortometraje |
| 2018 | The Hummingbird Project        | Mascha              |              |
| 2019 | The Report                     | April               |              |
| 2020 | The Night House                | Claire              |              |

### Televisión
| Año       | Título          | Papel              | Notas                                |
| --------- | --------------- | ------------------ | ------------------------------------ |
| 2010      | Any Human Heart | Miss Katz          | Miniserie Episodio: "#1.3"           |
| 2014      | Elementary      | Señorita Truepenny | Episodio: "The One Percent Solution" |
| 2014      | Black Box       | Florence Huggins   | Episodio: "I Shall Be Released"      |
| 2015      | Hindsight       | Lolly Lavigne      | 10 episodios                         |
| 2018–2023 | Barry           | Sally Reed         | 16 episodios                         |

### Teatro
| Año  | Título                                      | Papel           | Notas                |
| ---- | ------------------------------------------- | --------------- | -------------------- |
| 2009 | Apologia                                    | Trudi           | Bush Theatre         |
| 2010 | Six Degrees of Separation                   | Elizabeth       | Teatro Old Vic       |
| 2010 | Clybourne Park                              | Betsy/Lindsey   | Royal Court Theatre  |
| 2012 | Look Back in Anger                          | Allison Porter  | Laura Pels Theatre   |
| 2012 | Clybourne Park                              | Betsy/Lindsey   | Walter Kerr Theatre  |
| 2012 | The Great God Pan                           | Paige           | Playwrights Horizons |
| 2013 | The Unavoidable Disappearance of Tom Durnin | Katie Nicholson | Laura Pels Theatre   |
| 2015 | The Qualms                                  | Kristy          | Playwrights Horizons |